# Roland Urban
Pour les articles homonymes, voir Urban (homonymie).
Roland Urban, né le 26 mai 1939 à Paris et mort le 29 juillet 2016 à Cannes, d'abord cascadeur, puis pilote automobile, devient producteur et réalisateur de cinéma.

## Biographie
Il est élevé par sa mère, Annie Wilhelm, qui est artiste-peintre et comédienne.
Comme beaucoup d'anciens parachutistes (il était au 1er RCP), Roland commence sa carrière cinématographique en 1965, en tant que cascadeur dans le film Paris brûle-t-il ?.
Vers 1967, il devient trésorier du syndicat des cascadeurs français.
En 1968,  il constitue une équipe de cascade spécialisée dans le feu, l’automobile et le parachutisme, composée de Marc Cauvy (artificier et effets spéciaux), Pierre-Dominique Lo Méo, Chantal de Sailly-Candau, Francis Terzian, Daniel Vérité et beaucoup d'autres.
En 1980,  il constitue la société de production cinématographique Les Films du Jaguar,,. Il écrit, produit et réalise le long-métrage Les Malheurs d'Octavie. En 1981, il prépare le film Meurtres en circuit fermé avec Harold Kay.
En 1981, il se tourne vers la restauration notamment avec le Samovar (appelé anciennement Bistingo), situé rue Saint-Benoît. Par la suite, il reprend l'ancien restaurant de Carlos nommé L’Âme Slave se situant dans la même rue que son précédent restaurant. Enfin, en 1999, il monte un restaurant qu'il baptise Le Jaguaroff situé au 54, rue de l'Hôtel de Ville à Paris (radiation RCS 2008). 
En 1986, il crée le Musée automobile Jaguar français, à Ballainvilliers, proche du circuit automobile de Montlhéry.
Il décède à Cannes le 29 juillet 2016, âgé de 77 ans.

## Filmographie

### Cinéma
Il participe à plus de 150 films dont :
- 1966 : Paris brûle-t-il ? de René Clément
- 1969 : Le Temps de mourir d'André Farwagi
- 1970 : Le Rendez-vous avec quelqu'un de Jean-Paul Carrère[7],[8]
- 1971 : Le Bateau sur l'herbe de Gérard Brach
- 1971 : Adieu mes quinze ans de Claude de Givray
- 1972 : Les Jumelles de Jean Desvilles
- 1973 : Les Anges de Jean Desvilles
- 1977 : Bobby Deerfield de Sydney Pollack
- 1979 : Don Giovanni (film, 1979) de Joseph Losey
- 1997 : Autopsie d'un accident de Jean Salvy

### Télévision
- 1971 : Tang (série télévisée) de Boramy Tioulong

## Livres (auteur)
- 1993 : Les métamorphoses du Jaguar[9]
- 1993 : Jaguar en Belgique

## Jaguar
- Roland Urban, président du Club Jaguar France[10] (1977 à 1994)
- Roland Urban, coureur automobile, co-dirigeant de l'ASAVE (Ass. Sportive Automobile des Véhicules d'Époque)

## Compétitions Automobile
- Coupes de l'Age d'Or (1975 à 1995 env.) à vérifier
- 1996 : Les deux tours d'horloge (circuit Paul Ricard)
- Spa-Francorchamps, Nürburgring
- 1980 : Champion de France VEC sur Jaguar-Lister.